# The Heart of a Hero
The Heart of a Hero és una pel·lícula muda de la World Film Company dirigida per Émile Chautard per als Peerless Studios i protagonitzada per Robert Warwick i Gail Kane, entre d'altres. La pel·lícula es va estrenar el 6 de novembre de 1916. Esta basada en l'obra teatral titulada “Nathan Hale” de Clyde Fitch (1899) i va ser adaptada per Frances Marion.

## Argument
Nathan Hale és un professor d'escola promès amb Alice Adams, una de les seves alumnes. En esclatar la Guerra de Independència Nord-americana, Hale forma un regiment amb els seus amics i alumnes per unir-se a George Washington. Dos anys després, Nathan s'ofereix com a voluntari per a fer d'espia en el camp britànic tot i que això provoca una forta discussió amb la seva estimada que tem per la seva vida.
Hale descobreix molts secrets dels britànics però finalment sospiten d'ell. És reconegut per Guy Fitzhugh, un cosí d'Alice enamorat d'ella i dona suport als britànics. Guy intenta que Alice traeixi involuntàriament Nathan convidant-la a la fonda de la vídua Chichester, on hi ha el comandament britànic. Allà Nathan s'allotja amb uns soldats fent veure que és un aliat dels britànics. Alice percep l'engany i fa veure que no coneix Hale però en un moment que creu que ningú els veu la seva abraçada els traeix i Hale és arrestat acusat de ser un espia. Al final és sentenciat a morir penjat. Ell aconsegueix passar els seus informes a Alice per a que els faci arribar a l'alt comandament nord-americà i després dona la seva vida pel seu país.

## Repartiment
- Robert Warwick (Nathan Hale)
- Gail Kane (Alice Adams)
- Alec B. Francis (coronel Knowlton)
- George MacQuarrie (Guy Fitzroy)
- Clifford Grey (Tom Adams)
- Henry West (Cunningham)
- Charles Jackson (Thomas Jefferson)
- Clara Whipple (viuda Chichester)
- Mildred Havens (Amy Brandon)
- Herbert Evans (William Howe)